# Joan Morey
Joan Morey (Mallorca. 1972) és un artista mallorquí. Llicenciat i DEA en belles arts per la Universitat de Barcelona. El seu treball artístic es desenvolupa principalment mitjançant el llenguatge del performance generant esdeveniments, posades en escena, intervencions específiques i obres derivades (en diversos formats i suports). L'element vertebrador del seu discurs és la relació poc ortodoxa entre "Amo/Esclau” (que va des de la dialèctica de l'amo i l'esclau a Hegel a les pràctiques sub-culturals “BDSM”) en un acostament o estudi dels dispositius de poder amb la finalitat de ressituar-los en un plànol d'actuació artística.